# Бзовік
Бзовік (словац. Bzovík), монастир-фортеця у Бзовіку.

## Місцезнаходження
Околиці села Бзовік, неподалік від Крупіни.

## Історія
Бзовицький монастир, заснований в 1130 році, незабаром став найбільшим у Гонті. В XV ст. спочатку романський монастир було перебудовано в готичному стилі. В 1530 році монастир захопив впливовий вельможа Сигизмунд Балашша, вигнав ченців, а монастир перебудував на фортецю. Пізніше фортецю повернули єзуїтам і тут була семінарія. З 1970-х замок реставрується.

## Ресурси Інтернету
- Історія замку і фотогалерея [Архівовано 3 січня 2006 у Wayback Machine.]

1. 1 2 3 4  https://data.gov.sk/dataset